# 痞子英雄
- 關於電影第一集[1]，請見「痞子英雄首部曲：全面開戰」。
- 關於電影第二集，請見「痞子英雄2：黎明再起」。

《痞子英雄》（英語：Black & White）是2009年的一齣台灣電視劇，為普拉嘉國際意像製作的第一部戲劇，周渝民、趙又廷、陳意涵和張鈞甯等人主演，由曾榮獲金鐘獎最佳導演的蔡岳勳執導；主要以高雄市為取景地點，劇中稱之為「海港城」，劇情主軸影射1989年起的拉法葉軍購案醜聞。
該劇由公共電視台和TVBS歡樂台聯播，公視主頻道自2009年4月11日起、台灣時間每週六21：00－22：55首播，一次播出兩集。
雖此劇在2009年播出，但根據設定集的內容，原本播出時間為2008暑假檔，且原始劇本的故事時間線也設定在2008年，但因為拍攝期間拉長，趕不及在2008年暑假檔期播出，因此劇情的故事時間線後來更改為2009年。

## 故事大綱
劇情圍繞在兩位性格迥異的警察，陳在天（周渝民飾）和吳英雄（趙又廷飾），他們在追查一系列犯罪案件的過程中，逐漸建立起深厚的友誼。
故事開始於南區分局，陳在天是一名行事風格不拘一格的警察，常常因為違反規定而被上司責罵。相反地，吳英雄則是一名嚴謹且正直的警察，對於法律和規範有著高度的堅持。兩人在一次意外中被迫合作，開始調查一宗涉及毒品「Dreamer」的重大案件。
隨著調查的深入，他們發現案件背後隱藏著更大的陰謀，涉及到警界內部的腐敗和「三聯會」勢力的鬥爭。在這個過程中，陳在天和吳英雄不僅要面對外部的威脅，還要克服彼此之間的矛盾和分歧。最終，他們憑藉著智慧和勇氣，成功揭露了黑白勾結的真相，並將幕後首腦繩之以法。

## 角色介紹

### 主要角色
| 演員   | 角色                   | 香港配音 | 角色職業／背景／關係 | 登場集數               |
| 周渝民 | 陳在天 （痞子）        | 蘇強文   | 北區分局特勤重案組警員→南區分局重案組警員→南區分局風化組警員→南區分局重案組組長 原名孫文皓，本來是個乞丐，幼年為吳英雄的生母英里撫養，成年後對幫助過他的何小玫一見鍾情。爾後，被三聯會會長派人幫他整形、改變他的生活，並安排進入警校。 畢業之後任職於北區分局，以直覺及神祕人發送的線報，破獲多起案件，因此素有「北區破案王」之稱。後因與北區分局長凌文琦的女兒凌可樂發生一夜情，而調往南區分局，並與吳英雄成為代號「雙喜」搭檔，一起調查Dreamer毒品案。過程中結識三聯會會長千金陳琳，並與其及吳英雄發展成三人情誼關係。 從三聯會堂主大雁口中誤以為與陳琳是同父異母的兄妹，急忙解救被羈押中的三聯會會長老頭。事後才發現其實並非老頭的兒子後，對於三聯會擅自介入他的人生相當生氣，同時緝捕被雷慕莎陷害而停職並受三聯會保護的吳英雄。但在陳琳的勸導下，恢復三人從前的感情。 「最後戰役」中，與吳英雄一同破獲海外軍火集團「天堂」的內幕真相，而被天堂鎖定。 對西英有產生情愫。 | 全劇                   |
| 趙又廷 | 吳英雄 （英雄）        | 劉奕希   | 南區分局重案組警員→南區分局風化組警員→南區分局重案組警員 是正義感強烈、辦案十分認真的警官。石永光 （現任总统）、李英里之私生子。同僚都將他視為真正的英雄；但對於高階長官而言，無非是個大麻煩。最初偵辦Dreamer毒品案時不慎被高義取走五十萬美金並逃跑，被迫和巧遇的陳在天成為搭檔開始重新調查。過程中結識三聯會會長千金陳琳，並與其及陳在天發展成三人情誼關係。 因三聯會放出的假槍枝交易線報，結果率隊誤闖國會議長酒席，而被調職到風化組。 英雄喜歡陳琳。曾與假冒成國際刑警的海外軍火集團「天堂」的殺手雷慕莎發生一夜情，遭陷害而失去配槍，並被栽贓殺害重案組組長陳俊麟而受到停職處分。 「最後戰役」中，與陳在天一同破獲海外軍火集團「天堂」的內幕真相，而被天堂鎖定。 | 全劇                   |
| 陳意涵 | 陳琳                   | 鄭麗麗   | 海港城最大黑幫三聯會會長千金→三聯會會長 三聯會會長老頭的獨生女，看起來是個文靜的女孩，但個性其實十分直率不做作，正義感強烈，有點古靈精怪，會使用柔道。最初喜歡吳英雄，但日後卻逐漸愛上陳在天。 最後戰役中，因老頭為了躲避風頭離開，而成為三聯會的代理會長。 | 1-21、23-24            |
| 張鈞甯 | 藍西英                 | 陳凱婷   | 南區分局鑑識官，26歲 受其兄藍西恩少校的指導，槍法奇準。其父從事警務卻慘死。 調查漢堡店氣爆案時，被巡視的「薩克奇」傭兵追殺，左肩被擊傷，被迫躲在水裡，險些喪命。隔一日才被陳在天所救，因此對陳在天產生情愫。 在最後戰役中，與國防部的殺手程諾殺出重圍，把「天堂」的犯罪證據「特洛伊之心」內的晶片解密資料交給地檢署檢察官吳洋。 | 1-7,9-17,19-24         |
| 修杰楷 | 黃世楷 馬小明 （小馬） | 李致林   | 南區分局門口的移動熱狗攤小販、曾為「薩克奇」成員之一，26歲 原本在國防部服役，軍種為海軍陸戰隊，因赴北韓中國交界長白山執行任務失蹤，被列為「陣亡」名單。 實際則加入「薩克奇」傭兵部隊，代號Q，因曾對陳琳動情，而導致腦部手術失效，離開「薩克奇」。 返國後受僱於三聯會會長，暗中保護痞子與陳琳等人。 | 8-15、17-18、21、23-24 |

### 其他角色
| 演員   | 角色                       | 香港配音 | 角色職業／背景／關係 | 登場集數                           |
| 趙樹海 | 南區分局局長               |          | 南區分局局長 南區分局的局長，實際上是「天堂」派遣於警方的臥底。利用痞子對三聯會的反感藉以打擊三聯會，並使用吳英雄所持有但被雷慕莎偷走的配槍，來殺害重案組組長陳俊麟，陷害吳英雄使其被停職處分。 最後因涉嫌綁架總統等陰謀而遭小馬制伏，而被檢方起訴。 | 1-3、5-6、8-10、14、16-20、22-24   |
| 湯志偉 | 陳俊麟                     | 李錦綸   | 南區分局重案特勤組組長 最後在查辦北區分局凌文琦局長身亡案件中，掌握「天堂」相關犯罪證據，卻遭南區分局長陰謀槍殺滅口。 因公殉職追贈一級勳章。 | 1-8、10、13-14、16-18              |
| 乾德門 | 李建國 （老李）            | 陳曙光   | 南區分局重案特勤組刑警 因長期提供「天堂」相關犯罪證據給吳洋檢察官，曾一度遭痞子及英雄懷疑其為內應，在退休前遭「天堂」派人滅口落海身亡，死前留下重要證據給痞子。 因公殉職追贈二級勳章。 | 1-2、5-10、12-17、19-20、22        |
| 洪晨穎 | 艾綠 （小綠）              |          | 南區分局資訊組女警 她其實是「天堂」安排在警方的內應，接受南區分局長陰謀指示，負責竊聽、盜取各類重要情報與電腦資料，還從鑑識科偷走銀行搶案中有關「薩克奇」的證物-HK-416步槍，也將雷慕莎所偷取的配槍轉交給南區分局長使用槍殺陳俊麟組長。 在最後戰役後即消失無蹤，至今仍下落不明，已全國通緝中。                                                                                        | 1-3、5-13、15-20、22               |
| 吳仲強 | 浩克                       | 曹啟謙   | 南區分局刑事一課資訊組工程師 是個重情重義的好人，曾被懷疑是「天堂」派來警方的臥底。 破解從藍西英獲得的「天堂」相關犯罪證據之晶片，卻被英雄欺騙交出晶片後，遭雷慕莎襲擊槍傷，經過兩次手術，脫離險境。 | 1-3、5-9、11-13、16-21             |
| 王傳一 | 高義                       | 伍博民   | 北韓毒販的本地管理者及販售者 似乎與「天堂」幕後藏鏡人保持某種合作關係，最後被警方緝捕到案，因知悉痞子不為人知的過去，被老頭派殺手滅口。 痞子整形後復原期間由他負責施打Dreamer減輕其痛苦，因此知道痞子的真面目。 | 1-5                                |
| 秦 沛  | 老頭                       | 譚炳文   | 三聯會會長 三聯會的創始會長，手藝似乎不錯。 起初把陳在天誤認為吳英雄，而幫他整形及改變生活，讓他去就讀警校，並給他豪宅、跑車、金錢及線報。不過日後已確認吳英雄才是他要找的人，因此與陳在天脫離關係。 27年前與吳英雄生母英里為青梅竹馬，十分深愛她，但英里卻喜歡石永光，並與其生下吳英雄。 「最後戰役」中，由於其涉嫌販毒一案未能翻案，傳聞已潛逃至中南美洲，三聯會會長改由陳琳代理。 | 8、11-17、19-23                    |
| 那維勳 | 杜文雁 （大雁）            | 潘文柏   | 三聯會南區堂主 曾在數十年前被凌文琦捉回警局，對警局有所忌諱，從此幾乎沒踏進警局一步。 多年前經老頭指示，負責為痞子發送各類破案線報。 | 7-8、11-17、20、22、24             |
| 周孝安 | 阿唐                       | 陳廷軒   | 大雁最信賴的手下 三聯物流貨櫃場的負責人。 因保護老頭而被「薩克奇」成員殺死。 | 7-8、11-13、15-17、22              |
| 唐國忠 | 車進                       | 陳欣     | 三聯會北區堂主 槍法了得，是市內射擊比賽的冠軍人馬。曾經想狙殺痞子，卻被「天堂」幕後藏鏡人電話阻止。 在會長出事後，被大雁懷疑極有可能是三聯會的內鬼。 | 2、6、8、13-16、24                 |
| 徐愛心 | 程願 （雙胞胎殺手Twins姐） |          | 國防部「夜行者」計畫中的軍官兼祕密殺手 曾以藥物注射殺害被警方活捉的北韓籍毒販。在和雙胞胎弟弟共同行事殺害陳琳的任務中，被小馬反擊落海身亡。 | 2、9-10、12-14                     |
| 鄒承恩 | 程諾 （雙胞胎殺手Twins弟） | 陳卓智   | 國防部「夜行者」計畫中的軍官兼祕密殺手 他曾將行跡敗露的高義滅口但失敗，也假冒調查局探員欺騙藍西英，介入HK-416步槍失竊事件，並暗中調查痞子的背景。 後來接連抓走陳琳與藍西英，但兩人皆脫逃。 在最後戰役中，愛上了藍西英，加上國防部弄污其姐的名譽、將他們姊弟倆當成棄子一樣丟掉，因此協助藍西英殺出重圍，並於事後向警方自首。                                                          | 2-3、9-10、12-14、17、19-21、23-24 |
| 陳幼芳 | 凌文琦                     | 黃鳳英   | 北區分局局長 隸屬范天誠集團，因女兒遭「薩克奇」滅口，恐陰謀東窗事發打算向老李自首，卻遭「天堂」派人在其飲用水中下藥，導致精神恍惚車禍身亡。 | 1、5、8、15、22                    |
| 喻虹淵 | 何小玫                     | 曾秀清   | 漢堡店工讀生、薩克奇成員 三年前曾在痞子窮困潦倒時，伸出援手，因而讓痞子念念不忘，視為真命天女。 三年後在漢堡店氣爆案中受到波及，卻找不到屍首，也沒出現在罹難者名單中。其實她的真實身份為「薩克奇」成員，並可能實際隸屬「天堂」。 在最後戰役後，狙殺Boss並留下線索告知痞子她仍活著，後於將范天誠殺死滅口。                                                                            | 4-5、9-11、15、24                  |
| 洪天祥 | BOSS                       | 陳廷軒   | 傭兵部隊「薩克奇」的隊長 主要任務為殺人滅口及取得晶片。在最後戰役中，中了痞子出其不意的一槍無法順利逃亡，並遭何小玫狙殺滅口。 | 6、17-18、23-24                    |
| 金士傑 | 石永光                     | 朱子聰   | 現任總統 吴英雄之父 與三聯會會長關係匪淺，並因私生子曝光，召開記者會宣布放棄競選連任總統。 | 22-23                              |
| 張復健 | 范天誠                     |          | 在野黨的黨主席、現任國會議長 下屆元首的候選人。收受軍購案佣金回扣官員們口中的「大老闆」。 在綁架總統相關陰謀東窗事發後，曾與「天堂」幕後藏鏡人通話求援。 在最後戰役後，因罪證確鑿遭檢警起訴，並於運押途中被「天堂」成員何小玫槍殺滅口。 | 8、17、19、22-24                   |
| 隋 棠  | 雷慕莎                     | 梁少霞   | 假冒的國際刑警、專業殺手 五年前與英雄在紐約的世界警界聯合訓練中認識。五年後，受「天堂」指示，假冒成國際刑警進入南區分局，並與英雄發生一夜情，竊取其配槍予以陷害入罪。最後愛上英雄卻身不由己，選擇開槍自殺、擊毀「特洛伊之心」內的晶片，死在英雄懷裡。 | 17-20、21-22                       |

### 其它角色
| 演員     | 角色            | 香港配音 | 角色職業／背景／關係 | 登場集數                    |
| 林嘉綺   | 凌可樂          | 曾佩儀   | 海港城北區分局局長凌文琦之女，20歲 曾經和陳在天有過一夜情。 因發現其母暗藏警方證物-Dreamer的秘密，原本打算告知陳在天，卻在南區分局頂樓會面時，遭「薩克奇」射殺。                                      | 1、5、22                    |
| 唐 臻    | 唐蓁            | 許盈     | 南區分局重案特勤組刑警 奉陳俊麟組長指示，暗中調查「天堂」安排在南區分局的內應。 在最後戰役中，協助藍西英釋放遭南區分局局長扣押的痞子，並掩護他們脫逃，卻死在南區分局局長槍下。 因公殉職追贈二級勳章。 | 1-3、5、8-9、13、16、19、23 |
| 張朝閔   | 安仔            | 張裕東   | 吳英雄警官的線民 三聯會弟兄，其母為陳琳的乾媽。因身為英雄的線民曝光，遭滅口。 | 1                           |
| 劉開容   | 安仔兄          |          | 帶案受刑中。在通過假釋轉運地檢署的途中，遭程諾殺害。 | 1                           |
| 陸弈靜   | 林麗卿          |          | 安仔的母親，陳琳的乾媽。患有重度憂慮症，癌症病逝。 | 1、3                        |
| 趙自強   | 洪律師          |          | 海港城律師公會長 三聯會的專屬律師，同時也是海港城律師公會會長。 | 2、15-16                    |
| 羅美玲   | 服務生          | 謝潔貞   | TGIFridays酒吧服務生 餐廳酒吧的女服務生，熟悉並保護痞子獲取線報的管道。 | 2-3、9、11、15              |
| 樊光耀   | 黃隊長          |          | 海港城北區分局分隊長 因為南北兩區的績效競爭關係，而和南區分局重案特勤組陳俊麟組長互不咬弦。 | 4-5                         |
| 蔭山征彥 | 李明得 （阿得） | 雷霆     | 海港城南區分局重案特勤組刑警 臥底於三聯會，後來被車進佈線揭發身份而遭處決。因公殉職追贈二級勳章。 | 6、8                        |
| 卜學亮   | 管理員          |          | 三聯物流貨櫃場的管理員，負責於走私槍枝的交易。 | 6                           |
| 民 雄    | 假殺手          |          | 假殺手。身分不明，隸屬「天堂」，頂替槍殺凌可樂一案的假殺手，最後終被識破。 | 8                           |
| 邱璿升   | 風化組裘組長    |          | 海港城南區分局風化組組長 「雙喜」跟他共事，和樂融融。 | 9、13、24                   |
|          | 王顧問          |          | 長富銀行會計師 死在「薩克奇」成員所設計的漢堡店氣爆案。其妻與兩名兒子亦在之後在家中發生火災而遇害（亦是「薩克奇」所為）。                                                                             | 22                          |
|          | 李家成          |          | 王顧問的好友。遭國防部雙胞胎Twins姐弟刺殺身亡。 | 13                          |
| 劉亮佐   | 簡大德          | 陳永信   | 長富集團總裁 有吸食毒品Dreamer的習慣，高義的房東。隸屬范天誠集團。最後被雷慕莎偽裝成自殺身亡。 | 6、15-16、18-19、22         |
| 陶傳正   | 國防部長        | 盧國權   | 現任國防部長 與老頭似乎有著特別的恩怨情仇，隸屬范天誠集團。在最後戰役後，因綁架總統等罪證遭檢警起訴。                                                                                                 | 8、10、12-14、17、19        |
|          | 金宋浩          |          | 來自蘇俄的國際珠寶商，俄籍韓裔軍人出身，隸屬「天堂」，握有「特洛伊之心」並了解其中的秘密。 因吸食Dreamer過量致死。                                                                                    | 17                          |
| 黃健瑋   | 吳洋            | 葉振聲   | 海港城地檢署檢察官 掌握「天堂」若干罪證，並向痞子透露其來龍去脈。 在最後戰役後，以備份「特洛伊之心」內的晶片解密資料，起訴國會議長等人涉及軍購弊案、綁架總統等犯行。                                  | 20-22、24                   |
| 鮑正芳   | 吳媽媽          |          | 英雄養母。慈祥、擅煮綠豆湯。因患癌症自知來日苦多，向英雄揭露其被領養的身世。 曾被雷慕莎綁架，藉以要脅英雄奪取「特洛伊之心」內的晶片。                                                                 | 19、21                      |
| 高英軒   | 議長秘書        | 翟耀輝   | 現任國會議長秘書 最後在準備和議長一起逃亡時，被議長出賣敲昏。 | 14、19、22                  |
| 辜睿宏   | 假檢察官        |          | 假檢察官。身分不明，誘騙陳俊麟會面，使其被南區分局局長槍殺滅口。 | 18                          |
| 黃泰安   | 駭客            |          | 三聯奇智中心的「神」 浩克的好友。 在最後戰役中，將備份「特洛伊之心」內的晶片解密資料交付藍西英，成為協助檢警順利破案的大功臣之一。                                                                    | 21、23                      |
| 海 清    | 藏鏡人          |          | 海外軍火集團「天堂」幕後藏鏡人。 掌握某軍事強國軍火生意及「特洛伊」軍購弊案佣金受賄名單，陰謀指使綁架總統的關鍵元兇。                                                                                 |                             |
|          | Vivian          |          | Natasha酒吧小姐，偷取飯店保險櫃裡的假造「特洛伊之心」。 | 17                          |
| 黃百璐   | Olivia          | 黃玉娟   | Natasha酒吧店經理，後遭雷慕莎滅口 | 18                          |
| 郭怡伶   | 田中間          |          | 被痞子抓來警局的小太妹，田甜的姐姐。 | 9                           |
|          | 田甜            |          | 被痞子抓來警局的小太妹，田中間的妹妹。 | 24                          |
| 杜滿生   |                 |          | 夢時代購物中心路邊咖啡廳老闆 | 1                           |
| 周凱文   |                 |          | 刑 警 |                             |
| 張 翰    |                 |          | 刑 警 |                             |
| 車冠成   |                 |          | 刑 警 |                             |
| 林家佑   |                 |          | 刑 警 |                             |
| 黃綠文   |                 |          | 鑑識官 |                             |
| 賴震澤   |                 |          | 鑑識官 |                             |
| 林伊蒨   |                 |          | 南區女警 |                             |
| 許柏強   |                 |          | 制服警察 |                             |
| 林均憲   |                 |          | 制服警察 |                             |
| 吳翔震   |                 |          | 大雁掛 |                             |
| 黃鼎鈞   |                 |          | 大雁掛 |                             |
| 陳柏任   |                 |          | 大雁掛 |                             |
| 吳明綸   |                 |          | 大雁掛 |                             |
| Ansel    |                 |          | 車進掛 |                             |
| 少甫     |                 |          | 車進掛 |                             |
| 鄭文宏   |                 |          | 老頭保鑣 |                             |
| 鄒仲賢   |                 |          | 老頭保鑣 |                             |
| 劉翼儒   |                 |          | 陳琳保鑣 |                             |
| 李威得   |                 |          | 陳琳保鑣 |                             |
| 林子傑   |                 |          | 三聯幫眾 |                             |
| 郭廷維   |                 |          | 三聯幫眾 |                             |
| 聞遠聲   |                 |          | 三聯幫眾 |                             |
| 傅星翔   |                 |          | 三聯幫眾 |                             |
| 龔家德   |                 |          | 三聯幫眾 |                             |
| 鄧名佑   |                 |          | 三聯幫眾 |                             |
| 柯逸華   | CJ              |          | 薩克奇成員 | 23                          |
| 黃文炫   | P               |          | 薩克奇成員 |                             |
| Eric     | F               |          | 薩克奇成員 |                             |
| 楊琇雯   | K               |          | 薩克奇成員 | 18、23                      |
| Leandro  | L               |          | 薩克奇成員 | 23                          |
| 奧斯卡   | O               |          | 薩克奇成員 |                             |
| Bobby    | N               |          | 薩克奇成員 |                             |
| 班 傑    | G               |          | 薩克奇成員 | 6、18                       |
| 阿亮     | M               |          | 薩克奇成員 |                             |
| 張宏貴   | 北韓            |          | |                             |
| 張瞳     | 北韓            |          | |                             |
| 劉光正   | 北韓            |          | |                             |
| 陳文志   | 北區刑警        |          | |                             |
| 陳志豪   | 北區刑警        |          | |                             |

## 播出時間

### 台灣
| 頻道       | 開播日期        | 播放時間                                  |
| ---------- | --------------- | ----------------------------------------- |
| 公視       | 2009年4月11日   | 每週六21：00首播（一次播出兩集）          |
| 公視       | 2009年4月11日   | 《公視表演廳》節目後重播（一次播出兩集）  |
| 公視       | 2009年4月18日   | 每週六13：00重播（一次播出兩集）          |
| HiHD       | 2009年8月26日   | 每週一至週五22：00播出                    |
| HiHD       | 2009年8月27日   | 每週二至週六10：00、14：00、18：00重播    |
| HiHD       | 2010年2月1日    | 每週一至週五21：00播出                    |
| HiHD       | 2010年2月2日    | 每週二至週六9：00、13：00、17：00重播     |
| TVBS歡樂台 | 2009年7月15日   | 每週一至週五19：00播出                    |
| TVBS歡樂台 | 2009年7月18日   | 每週六、星期日15：00播出                  |
| 華視       | 2009年10月23日  | 每週五22:00播出（１３集版本，１集２小時） |
| 華視       | 2009年11月1日   | 每星期日23:30播出（１集１小時）           |
| 霹靂台灣台 | 2015年6月29日   | 19:30分播出（90分鐘）                     |
| 霹靂台灣台 | 2015年6月30日起 | 每週一至週五20:00播出                     |

### 海外
| 頻道           | 所在地         | 播映日期       | 播出時間                           |
| -------------- | -------------- | -------------- | ---------------------------------- |
| 華娛衛視       | 香港、廣州     | 2009年6月24日  | 每週一～週五19：00播出（一次兩集） |
| 美亞電視劇台   | 新加坡         | 2009年8月7日   | 每週一～週五20：30播出（一次一集） |
| 無綫劇集台     | 香港           | 2009年8月8日   | 每週六19：15播出（一次兩集）       |
| 無綫J2台       | 香港           | 2010年5月23日  | 每星期日20：30播出（一次兩集）     |
| 無綫高清翡翠台 | 香港           | 2012年7月14日  | 每週二～週六1: 45播出（一次兩集）  |
| KSCI           | 美國           | 2009年8月10日  | 每週一～週五19：00播出（一次一集） |
| Astro双星      | 马来西亚       | 2009年8月28日  | 每週一～週五22：30播出（一次一集） |
| KTSF 26        | 美國舊金山灣區 | 2009年10月23日 | 每週一～週五20：00播出（一次一集） |
| DATV           | 日本           | 2010年6月12日  | 每週六21：00播出（一次一集）       |

## 音樂
- 片頭曲：無賴正義（CoLoR / 趙又廷）
- 片尾曲：完美陌生人Perfect Stranger（鄒承恩 / 痞克四）
- 插曲： 痞子與英雄（鄒承恩） /（趙又廷）
- 插曲：關於我們（痞克四）
- 插曲：Hey BABY（痞克四）
- 插曲：放逐愛情（解偉苓）
- 插曲：禮物（羅美玲）
- 插曲：鐵人（CoLoR）
- 插曲：雨不停（陳思函）
- 配樂：Terdsak Janpan

## 收視率（公視）
| 播映日期      | 集數      | 平均收視率 | 最高分段收視率 | 註記 | 名次 |
| 2009年4月11日 | ACTION 1  | 0.70%      |                |      |      |
| 2009年4月11日 | ACTION 2  | 1.11%      |                |      |      |
| 2009年4月18日 | ACTION 3  | 0.58%      |                |      |      |
| 2009年4月18日 | ACTION 4  | 1.17%      |                |      |      |
| 2009年4月25日 | ACTION 5  | 1.09%      |                |      |      |
| 2009年4月25日 | ACTION 6  | 1.66%      |                |      |      |
| 2009年5月2日  | ACTION 7  | 1.22%      |                |      |      |
| 2009年5月2日  | ACTION 8  | 1.83%      |                |      |      |
| 2009年5月9日  | ACTION 9  | 1.32%      |                |      |      |
| 2009年5月9日  | ACTION 10 | 2.17%      |                |      |      |
| 2009年5月16日 | ACTION 11 | 1.69%      |                |      |      |
| 2009年5月16日 | ACTION 12 | 2.35%      |                |      |      |
| 2009年5月23日 | ACTION 13 | 1.80%      |                |      |      |
| 2009年5月23日 | ACTION 14 | 2.35%      |                |      |      |
| 2009年5月30日 | ACTION 15 | 2.25%      |                |      |      |
| 2009年5月30日 | ACTION 16 | 2.95%      |                |      |      |
| 2009年6月6日  | ACTION 17 | 2.02%      |                |      |      |
| 2009年6月6日  | ACTION 18 | 2.83%      |                |      |      |
| 2009年6月13日 | ACTION 19 | 2.34%      |                |      |      |
| 2009年6月13日 | ACTION 20 | 3.15%      |                |      |      |
| 2009年6月20日 | ACTION 21 | 3.05%      |                |      |      |
| 2009年6月20日 | ACTION 22 | 3.83%      |                |      |      |
| 2009年6月27日 | ACTION 23 | 3.00%      |                |      |      |
| 2009年6月27日 | ACTION 24 | 4.03%      |                |      |      |
|               | 平均收視  | 2.10%      |                |      |      |

## 周邊商品
- 痞子英雄－2009年桌曆
- 痞子英雄經典影像全記錄
- 痞子英雄—光明與黑闇 寫真書
- 《痞子英雄》．電視原聲合輯
- 痞子英雄完全攻略
- 痞子英雄之高義檔案 電視小說
- 痞子英雄警徽別針
- 痞子英雄警徽項鍊
- 痞子英雄三聯會胸章

## 大事記
- 2008年3月20日 行天宮開機拜拜
- 2008年5月25日 高雄《痞子英雄》耀星光亞洲媒體見面會
- 2008年10月10日 片花首部曲播出
- 2008年12月11日 殺青
- 2009年3月29日 台北信義威秀《痞子英雄首映嘉年華》
- 2009年4月11日 台灣公視全台首播
- 2009年5月15日 電視原聲帶發行
- 2009年5月26日 電視小說《痞子英雄之高義檔案》發行
- 2009年5月30日 劇組赴中國廣州宣傳
- 2009年6月19日 痞子英雄DVD（1-12集）得利影視發行
- 2009年6月27日 痞子英雄完結篇最後戰役│高雄夢時代《痞子英雄封街派對》
- 2009年7月31日 痞子英雄DVD（13-24集）得利影視發行
- 2009年8月9日 劇組赴馬來西亞宣傳
- 2009年8月10日 劇組赴新加坡宣傳
- 2009年9月10日 2009年第44屆台灣電視金鐘獎入圍名單公布，《痞子英雄》入圍戲劇節目，戲劇節目男主角（周渝民、趙又廷），男配角（王傳一）、導演、編劇、音效、燈光、美術設計、節目行銷、頻道廣告，共11個獎項，是2009年入圍的最大贏家。
- 2009年10月16日 2009年第44屆台灣電視金鐘獎頒獎典禮舉行，《痞子英雄》奪得戲劇節目、戲劇節目導演、戲劇節目男主角（趙又廷）、節目行銷獎、美術設計獎共5項大獎，成為本屆最大贏家。
- 2009年12月11日 台灣首度舉辦「Yahoo!奇摩搜尋人氣大獎」，共頒出31座搜尋人氣大獎，《痞子英雄》獲得「電視劇」搜尋人氣大獎。
- 2011年1月29日 日本片商邀請周渝民和張鈞甯，赴東京出席《痞子英雄》日本版DVD發售紀念活動。
- 電影版原定2009年9月開拍，後因故延至2009年底，2010年2月及2010年4月。2010年11月正式開始試拍，2011年3月試拍殺青，預計2012年農曆年檔上片，劇情是電視劇故事的前傳。
- 電影『痞子英雄首部曲：全面開戰』DVD將於10月12日發行。
- 2014年10月2日 推出電影版2「痞子英雄2：黎明再起」，為延續上集全面開戰1年半後的故事

## 獎項
- 台灣第44屆金鐘獎

| 獎項                     | 受獎者                 | 結果 |
| 戲劇節目獎               | 痞子英雄               | 獲獎 |
| 戲劇節目導播（演）獎     | 蔡岳勳                 | 獲獎 |
| 戲劇節目男主角獎         | 趙又廷                 | 獲獎 |
| 戲劇節目男主角獎         | 周渝民                 | 提名 |
| 美術設計獎               | 郭臻鈺、陳昕蘋、戴德偉 | 獲獎 |
| 行銷廣告獎（節目行銷類） | 痞子英雄               | 獲獎 |
| 行銷廣告獎（頻道廣告類） | 痞子英雄               | 提名 |
| 戲劇節目男配角獎         | 王傳一                 | 提名 |
| 戲劇節目編劇獎           | 吳洛纓、陳慧如         | 提名 |
| 音效獎                   | 嘉莉錄音工房           | 提名 |
| 燈光獎                   | 曾凱倫                 | 提名 |

- Yahoo！奇摩搜尋人氣大獎2009
  - 電視劇獎：痞子英雄

## 製作團隊
- 故事原創：于小惠、蔡岳勳
- 監製：蔡揚名
- 製作人：于小惠、蔡岳勳
- 導演：蔡岳勳、高林豹
- 行銷：徐家敏、潘怡豪
- 後期導演：張映綸
- 攝影：林文凱、魏育明、許智為
- 音效：嘉莉錄音工坊、Terdsak Janpan
- 燈光：曾凱倫
- 美術設計：郭臻鈺、陳昕蘋、戴德偉
- 武術指導：洪天祥
- 編劇：吳洛纓、陳慧如
- 編劇統籌：吳洛纓
- 化妝:楊一林造型工作室

## 取景
- 高雄市（主要場景）

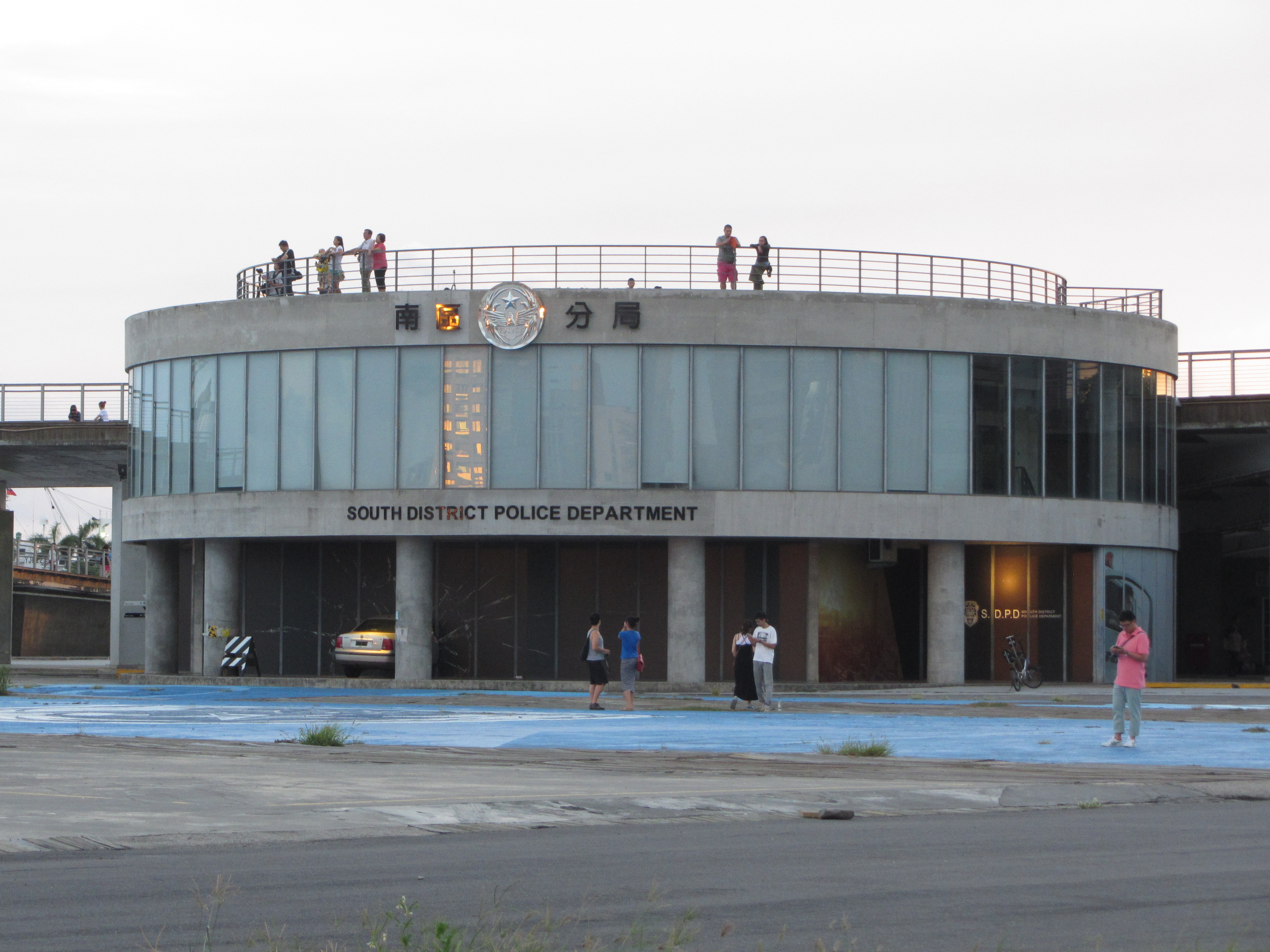
電影版中位於高雄港真愛碼頭旁的「南區分局」

  - 統一夢時代購物中心時代大道（雙喜追捕銀行搶犯、ACTION 24 何小玫狙殺范天誠）
  - 統一夢時代購物中心TGIFriday's餐廳（痞子等待線民傳真的Bar）
  - 統一夢時代購物中心 (獲假線報高義釋放Dreamer的地方)
  - 高雄捷運後驛站（雙喜進入失控列車尾端站）
  - 高雄捷運橘線（痞子奔跑之隧道）
  - 高雄捷運中央公園站（高義逃離車站被逮捕，劇中設定為捷運終點站）
  - 中央公園之水池（逮捕暴露狂處）
  - 統一阪急百貨（ACTION 1 旅館，ACTION 17 雷慕莎住的飯店）
  - 高雄國泰自辦重劃區（ACTION 2 安仔的大哥在警備車死亡地）
  - 新台灣原味餐廳（高義偷吃東西、恍惚游走、接聽幻聽電話的餐廳，也是釋放Dreamer的其中一處）
  - 高雄捷運三多商圈站（高義上捷運的地方）
  - 高雄捷運南機廠（定點拍攝攀爬捷運車廂）
  - 高雄軟體園區國城UFO大樓B棟頂樓（痞子家，劇中稱作環海區、高義製造Dreamer的冰宮）
  - 高雄軟體園區國城UFO大樓A棟大樓（長富集團總部）
  - 東方宴（陳琳和安媽吃飯的餐廳）
  - 大帑殿KTV明華店（吸食Dreamer示意畫面）
  - 新光碼頭/海洋之星（ACTION 9 何小玫工作與被炸掉的漢堡店、ACTION 10 陳在天恍神搶路人酒喝、ACTION 14 藍西英遇襲跳河、ACTION 17 陳琳感謝吳英雄）
  - 國立高雄大學中央廣場停車場（南區分局停車場）
  - 畫堤時尚音樂餐廳（漁人碼頭）
  - 真愛碼頭（痞子等小玫的地方、ACTION 14 英雄被殺手姐弟武打的地方）
  - 高雄國際機場停車場（醫院停車場）
  - 高雄醫學大學附設醫院（北韓毒販住院地點）
  - 新台灣原味餐廳人文懷舊館（ACTION 3 高義吸毒地，博愛路上）
  - 統一夢時代購物中心對面停車塔（毒品交易地點、北區凌局長於可樂死後與神秘人通話地點）
  - 漢神巨蛋與高雄巨蛋（痞子流浪漢時期）
  - 大統262頂樓（雙喜與臥底阿得見面地點）
  - 高雄捷運美麗島站（ACTION 1 劇中的中央站，英雄與浩克追毒販的地方、ACTION 17 國會議長接受訪問之地、ACTION 21 雷慕沙打電話指示吳英雄去取晶片）
  - 高雄捷運世運站（安仔與英雄通話時之地點）
  - 光榮碼頭（ACTION 5 陳在天流浪的七號碼頭、ACTION 14 陳在天海邊喝酒、ACTION 14 小馬約主角四人見面）
  - 世運主場館後段通道（ACTION 18 陳組長被殺害的地方）
  - 歐悅汽車旅館（有管家的那間豪宅、ACTION 19 雷慕莎泡澡的地方）
  - 國立科學工藝博物館（南區分局攝影機監控室、ACTION 12 國防部大廳）
  - 美濃月光山隧道（三聯會劫持警察囚車的地方）
  - 高雄科學園區國道一號聯絡高架道路（英雄抓捕痞子，劇中改名「東西向快速道路」）
  - 高雄橋（五福路橋）（英雄與李先生見面的地方，劇中改名「大東橋」）
  - 義守大學停車場（ACTION 18 小馬解救陳琳後騎入的停車場）
  - 高雄前鎮加工出口區（ACTION 18 小馬騎機車救陳琳的地方、ACTION 22 雷慕沙自殺的地方）
  - 高雄前鎮漁港（ACTION 18 小馬救陳琳的地方）
  - 台鐵高雄港站前鎮車場（ACTION 20 西英被綁架的地方）
  - 高雄IKEA賣場（ACTION 21 西英與浩克見面的地方）
  - 世運主場館（ACTION 20 痞子跟蹤老李的地方）
  - 中油高雄煉油廠左營日式宏毅宿舍區（ACTION 19 吳英雄警職被停職後，回老家與母親吃飯的住宅）
  - 綠水灣河岸餐房（痞子與英雄第二次與阿得見面的地方，見面地點是廁所的那次，餐廳外面就是光榮碼頭、痞子流浪漢時期的家，ACTION 8 雙囍與阿得見面)
  - 高雄捷運編號1022號電聯車（ACTION 3 高義挾持的捷運列車）
  - 瀾灣LOUNGE BAR（ACTION 17 雷慕沙與吳英雄找金去過的酒店、並喝東西的地方）
  - 漢來大飯店11F 漢來國際商務俱樂部 (ACTION 8 雙囍接獲假線報突襲長官飯局)
  - 高雄市警局訓練中心(ACTION 8 陳琳、小馬打靶的靶場)
  - 高雄電影圖書館 (ACTION 7 三聯大樓 會議室 檔案室)
  - 高雄 曼哈頓大樓頂樓(85大樓斜對面) (ACTION 5 殺手狙擊可樂的地點)
  - 宮圓日本料理
  - 德日空力廠 (ACTION 1 安仔家內部)
- 台南市
  - 國立臺灣歷史博物館（國防部長辦公室）
  - 台南科學園區管理局大樓（北區分局）
  - 奇美醫院柳營分院（西英受傷住院地方）
  - 台南科學園區環東路上的高鐵高架橋（英雄開車急飆的地方）
  - 尖山埤江南渡假村（ACTION 1 痞子與英雄去找安仔母親，痞子看到她被陳琳接走的安養院）
  - 台南航空站亞洲航空三號棚廠（ACTION 22 雷慕莎準備搭機的地方）
  - 台南科學園區科園宿舍（陳琳住所）
  - 台南桂田酒店 (國會議長會所)
- 台中市
  - 中部科學園區管理局大樓（南區分局）
  - 水相餐廳（雷慕莎捉拿簡大德的餐廳）
  - 麗寶樂園渡假區（痞子與何小玫約會的遊樂園）
  - 台中亞緻大飯店 (Action 18 小馬中槍後休養處)
- 彰化縣
  - 彰濱秀傳紀念醫院
- 苗栗縣
  - 卓蘭鯉魚潭勻淨湖法式餐廳（三聯會會長獲救後躲藏的地方）
- 桃園市
  - 台灣桃園國際機場遠雄貨運站（ACTION 6 槍枝倉庫）
  - 中壢綠風草原（三聯會會長書房）
- 台北市
  - 西門町（三聯大街）
  - 內湖科學園區大都會時代總部（三聯大樓）
  - 大直美麗華影城（ACTION 7 英雄和陳琳約會的電影院）
  - 台北小巨蛋地下停車場（ACTION 23 藍西英、T弟遭薩克奇攻擊的停車場）
  - 台北西華飯店 (高義逃亡住的住所)
  - 金色三麥餐酒館 誠品信義店 (阿得被車進懷疑是臥底的餐廳)
  - 何善之精緻涮肉 (大雁和三聯會成員聚餐時，被告知找不到陳琳的餐廳)
- 基隆市
  - 基隆某製冰廠 (ACTION 18 囚禁陳琳的大冰庫)

## 使用車輛
- 吳英雄之座駕：Mitsubishi Outlander 2.4。
- 陳在天之座駕：Porsche Boxster S。
- 分局使用車輛：Mitsubishi Lancer Fortis[3]。
- 凌文琦之座駕：Mitsubishi Grunder 2.4。
- 三聯會使用車輛：Mazda 5。
- 陳琳之坐駕：Benz ML Class。
- 傭兵組織薩克奇座車：Volkswagen T5。
- 被吳英雄邊跑邊開槍打碎後檔玻璃的：Ford Focus。
- 雙喜搭檔躲在後面，被薩克奇開槍打成蜂窩的車：Chrysler Stratus。
- 三聯會會長避難湖濱別墅時，兄弟們開的車：BMW X5、Dodge的大山羊旅行車RAM250，馬五。

## 引用
1. ↑  蔡岳勳拱趙又廷當《痞子英雄3》導演〈中時電子報〉
2. ↑  痞子英雄-收視率-台灣偶像劇場
3. ↑  MITSUBISHI LANCER/OUTLANDER化身新戲「痞子英雄」要角 的存檔，存档日期2010-04-11.

## 外部連結
- 華視《痞子英雄》官方網站 （页面存档备份，存于）
- 公視《痞子英雄》官方網站 （页面存档备份，存于）
- TVB《痞子英雄》官方網站 （页面存档备份，存于）
- 互联网电影数据库（IMDb）上《痞子英雄》的资料（英文）
- 在Netflix上觀看《痞子英雄》

## 作品變遷
| 公視主頻道 星期六 21:00 - 22:55        | 公視主頻道 星期六 21:00 - 22:55      | 公視主頻道 星期六 21:00 - 22:55 |
| -------------------------------------- | ------------------------------------ | ------------------------------- |
|                                        | 痞子英雄 （2009.04.11 - 2009.06.27） |                                 |
| 心星的淚光 （2009.01.24 - 2009.04.04） | 熱血青春 （2009.07.04 - 2009.09.05） |                                 |